# موشه فیگلین
موشه فیگلین (عبری: משה פייגלין‎؛ زادهٔ ۳۱ ژوئیهٔ ۱۹۶۲) سیاست‌مدار و روزنامه‌نگار اهل کشور اسرائیل است.